# كيث سوندرز (ملاكم)
كيث سوندرز (بالإنجليزية: Keith Saunders)‏ مواليد 16 فبراير 1934 في أستراليا - الوفاة 18 نوفمبر 2003 في أستراليا، كان ملاكم محترف أسترالي صنّف ضمن فئة وزن الوسط.

## إحصائيات
خاض خلال مسيرته 38 نزالا، فاز في 12 ولم يتعادل وخسر في 25. فاز بالضربة القاضية في 10 نزالات.

## روابط خارجية
- كيث سوندرز على موقع بوكس ريك (الإنجليزية) (registration required)